# Calanthemis temera
Calanthemis temera là một loài bọ cánh cứng trong họ Cerambycidae.